# Trần Năng
Trần Năng (sinh 1445) là tả thị lang bộ Lại thời Lê sơ đậu hoàng giáp năm 1493. Ông được truy tặng thượng thư bộ Lễ sau khi qua đời.

## Thân thế
Trần Năng là người Quan Sơn, huyện Thanh Lâm (Hải Dương).

## Sự nghiệp
Ông đỗ hoàng giáp khoa Quý Sửu niên hiệu Hồng Đức năm 1493 khi 49 tuổi. Trần Năng làm quan đến chức Lại bộ tả thị lang. Ông qua đời vào năm Thống Nguyên, được cho là vì sự kiện vua Lê Chiêu Tông bị Mạc Đăng Dung giết năm 1526. Sau khi chết ông được truy tặng chức thượng thư bộ Lễ.

## Gia đình
Trần Năng có em là Trần Sùng Dĩnh, đã đỗ trạng nguyên.

## Nhận định
Phan Huy Chú có viết một mục về ông trong Lịch triều hiến chương loại chí thuộc Nhân vật chí, tại phần "Bề tôi tiết nghĩa".